# 風のクロノア 1&2アンコール
『風のクロノア 1&2アンコール』はバンダイナムコエンターテインメントより発売されたゲームソフト。
『風のクロノア』のシリーズ25周年記念タイトルで、第1作『風のクロノア door to phantomile』および第2作『風のクロノア2 〜世界が望んだ忘れもの〜』をリマスター収録したオムニバスソフト。
ゲーム本編とDLC（後述）、がセットになった「Digital Deluxe Edition」も発売された。

## 概要
1作目のWii版と2作目をもとに開発されている（一部仕様が異なる）。グラフィックは全て一新しているが、音声は全て原作のものを使用している。
新たにオートセーブ機能、コントローラーの振動、プレイ中のチュートリアル、ゲーム画面をドット絵の表示にする「ドット絵フィルター」、ゲーム中のチュートリアル、プレイしたストーリーを振り返る「あらすじ機能」、スタートからクリアまでの時間を表示する「クリアタイム計測表示」が追加された。そして、コスチュームの変更が可能になった。 
難易度の選択が可能になり、上級者向けの「ハード」、基本的は「ノーマル」、初心者向けの「イージー」がある。両方とも今作で新たに追加されたもので、ハートの減少する割合とクロノアが飛ばす風だまの距離が原作と異なる。 
クロノア2で実装された2人用のサポートモードが今作では両方で可能。 

## 特典

### 早期購入特典[注釈 1]
- クロノア1衣装（クロノア2用）[3]

- クロノア2衣装（クロノア1用）[3]

### ダウンロードコンテンツ
Deluxe Bundle
- デジタルアートブック
- サウンドトラック
- 衣装DLC「ジョーカー＆タット」の仮面セット

Bandai Namcoコラボ衣装セット
- 衣装DLC：パックマンの帽子
- 衣装DLC：どんちゃんお面
- 衣装DLC：王子の帽子

Special Bundle
「Deluxe Bundle」と「Bandai Namcoコラボ衣装セット」の両方が入った追加コンテンツセット(Steam版限定)。